# 鳴門市納涼花火大会
鳴門市納涼花火大会（なるとしのうりょうはなびたいかい）は、徳島県鳴門市の撫養川沿いで開催される花火大会。主催はボートレース鳴門。

## 概要
8月9日から開催される鳴門市阿波おどりの開幕として、2023年までは毎年8月7日に鳴門市文化会館や市内を流れる撫養川沿岸（撫養川親水公園）で開催された。徳島県下の花火大会としては最大規模を誇り、約5,000～7,000発の花火が打ち上げられた。
2024年の中止を経て2025年からは後述の通り鳴門の夏まつり～歌と花火のファンタジックショー～としてリニューアルおよび場所も変更の上開催された。

## 沿革
- 2015年 - 大鳴門橋架橋30周年を記念し、四国最大級となる例年の倍である10,000発の花火が打ち上げられる。
- 2017年 - 鳴門市制70周年を記念して、例年よりも多い7,000発の花火の打ち上げを企画したが、台風接近で中止となる。
- 2018年 - ベートーヴェン「交響曲第9番」アジア初演100周年を記念して、10,000発の花火を打ち上げる[3]。
- 2020年～2022年と2024年は中止[4]。

- 2025年 - 「鳴門の夏まつり～歌と花火のファンタジックショー～」としてリニューアル開催。会場も鳴門・大塚スポーツパークに変更[5]。

## 交通
- JR鳴門線「鳴門駅」下車、徒歩で約15分。
- 神戸淡路鳴門自動車道「鳴門インターチェンジ」より車で約10分。